# Thomas Ahern
Pour les articles homonymes, voir Ahern.
Pas d'image ? Cliquez ici

a Compétitions nationales et continentales officielles uniquement.

b Matchs officiels uniquement.
Dernière mise à jour le 9 juillet 2025.
Thomas Ahern, né le 22 février 2000 à Ardmore (Irlande), est un joueur international irlandais de rugby à XV jouant aux postes de deuxième ligne ou de troisième ligne aile au Munster depuis 2020.

## Biographie

### Jeunesse et formation
Né à Ardmore, dans le comté de Waterford, en Irlande, Thomas Ahern commence par pratiquer les sports gaéliques, mais lorsque l'ami d'un cousin s'est désisté d'un camp d'été de rugby à XV qui se tenait à Youghal, Ahern prend sa place et finit par jouer avec le Youghal RFC. Il y reste pendant cinq ans, avant de rejoindre le Dungarvan RFC à l'âge de quatorze ans, car il est plus proche de son école. Il rejoint ensuite le Waterpark RFC où il est repositionné au poste de deuxième ligne, alors qu'il jouait arrière. Quelque temps plus tard, il s'engage avec le Munster et intègre leur centre de formation en 2018-2019.
En parallèle, il est sélectionné en équipe d'Irlande des moins de 18 ans puis des moins de 19 ans,. Puis, il est appelé avec les moins de 20 ans pour le Championnat du monde junior 2019. Les Irlandais terminent la compétition à la huitième place après une défaite 40 à 17 contre la Nouvelle-Zélande.
En début de saison 2019-2020, face aux nombreuses absences de joueurs internationaux irlandais partis à la Coupe du monde, il est intégré au groupe professionnel du Munster et progresse beaucoup grâce notamment à l'influence de Billy Holland (en). Il est ensuite rappelé avec la sélection des moins de 20 ans pour le Tournoi des Six Nations des moins de 20 ans 2020. Les jeunes irlandais remportent la Triple couronne mais le Tournoi est ensuite arrêté prématurément à cause de la pandémie de Covid-19, les empêchant de gagner le titre.

### Carrière professionnelle
Thomas Ahern fait ses débuts professionnels avec le Munster lors de la quatrième journée du Pro14 de la saison 2020-2021 contre les Gallois des Dragons, en remplaçant Jean Kleyn à la 61e minute lors d'une victoire 28-16 à l'extérieur. Quelques semaines plus tard, il est titularisé pour la première fois et marque son premier essai pour le Munster lors de la victoire 52 à 3 contre le Zebre. Par la suite, sa province est éliminée dès les huitièmes de finale de Coupe d'Europe par le Stade toulousain. Cependant, en Pro14, elle atteint la finale de la compétition où elle est battue 16 à 6 par le Leinster. Blessé à un genou, Ahern ne participe pas à cette rencontre. À la fin de cette première saison, il prolonge son contrat de deux ans.
En début de saison 2021-2022, bien qu'il ne soit pas convoqué en équipe d'Irlande pour la tournée d'automne 2021, il est tout de même appelé pour s'entraîner avec la sélection. Avec le Munster, il joue cette saison treize matchs dont quatre en tant que titulaire et marque un essai.
Un mois après la reprise de la saison 2022-2023, il est sélectionné avec l'équipe Emerging Ireland (en) pour participer à plusieurs rencontres amicales en Afrique du Sud. Il est titularisé lors de la victoire 54-7 contre les Griquas, entre en jeu dans la victoire 28-24 contre les Pumas, puis est de nouveau titulaire face aux Cheetahs, et les siens l'emportent 21 à 14. De retour de cette tournée, il prolonge de nouveau son contrat de deux ans avec le Munster. Dans le même temps, il se blesse à l'épaule, l'obligeant à se faire opérer, ce qui le rend indisponible durant au moins quatre mois. Il manque ainsi la finale du United Rugby Championship remportée 19 à 14 face aux Sud-Africains des Stormers,.
Au cours de la saison 2023-2024, il est convoqué en équipe d'Irlande en tant que partenaire d'entraînement pour le Tournoi des Six Nations 2024. Puis, le 19 février, il intègre pleinement le groupe après la blessure d'Iain Henderson.

## Palmarès
- Munster
  - Finaliste du Pro14 en 2021
  - Vainqueur du United Rugby Championship en 2023